# Big Island Indian Reserve 31E
Big Island Indian Reserve 31E är ett reservat i Kanada.   Det ligger i provinsen Ontario, i den sydöstra delen av landet, 1 500 km väster om huvudstaden Ottawa.
I omgivningarna runt Big Island Indian Reserve 31E växer i huvudsak blandskog. Trakten runt Big Island Indian Reserve 31E är nära nog obefolkad, med mindre än två invånare per kvadratkilometer.